# Motsentshe
Motsentshe est une ville du Botswana.